# Centro Comercial Hispanomarroquí
El Centro Comercial Hispanomarroquí fue un edificio modernista de la ciudad española de Melilla. Estuvo situado en el Ensanche Modernista, en el número 2 de la calle General Polavieja, dando también a la calle General Ordóñez y a la avenida Antonio Diez. Forma parte del Conjunto Histórico Artístico de la Ciudad de Melilla, un Bien de Interés Cultural.

## Historia

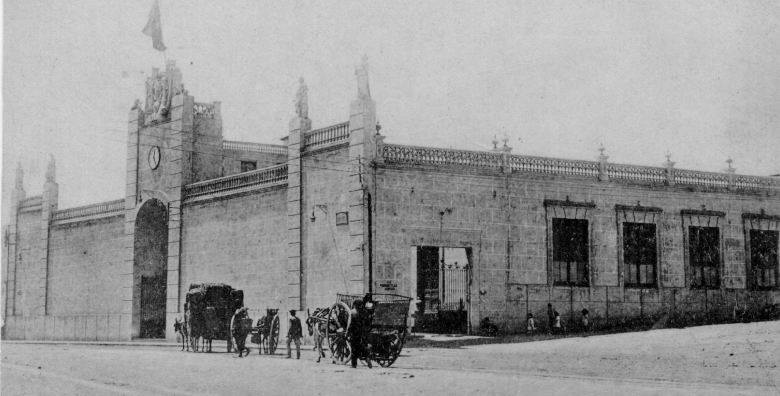

Su primera piedra fue colocada el 21 de enero de 1911 por el rey Alfonso XII y fue construido según el proyecto del ingeniero Salvador Corbella, entre esa fecha y diciembre de 1912. Fue inaugurado el 14 de septiembre de 1916.
En 1921 fue utilizado como hospital, en 1936 como cantina escolar y en 1938 empezó a ser usado como la iglesia de Santa María Micaela por las Madres Adoratrices, que tenían su convento y unos Comedores de Acción Católica. Tras unos años de abandonado, la madrugada del 27 de marzo de 2019 el temporal de viento provocó el derrumbe de su esquina sudoeste, que obligó a su derribo iniciado ese mismo día.

## Descripción
Fue construido con paredes de mampostería de piedra local y ladrillo macizo, bovedillas del mismo ladrillo para los techos, y vigas de hierro para la cubierta a dos aguas. Consta de una única planta baja en la zona delantera, disponiéndose de varias en la trasera. Su fachada principal estaba compuesta por un muro ciego en el que se abre un arco de medio punto y que está limitado por dos calles limitadas con pilastras con más altura que el resto de la fachada, a modo de torretas y similires a la zona central. Estas tres calles estaban decoradas con esculturas exentas de la Agricultura, la Industria, la Navegación y el Comercio realizadas por el escultor catalán José Rebarter.